# Yvonne Aki-Sawyerr

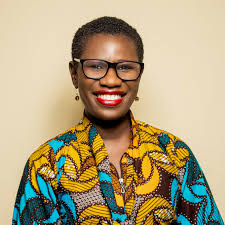
Aki-Sawyerr (2022)

Yvonne Denise Aki-Sawyerr (* 7. Januar 1968 in Freetown als Yvonne Denise Morgan) ist eine sierra-leonische Politikerin. Sie ist die amtierende Bürgermeisterin von Freetown, der Hauptstadt des Landes.

## Leben
Sie hat einen Masterabschluss in Weltwirtschaftspolitik von der London School of Economics und einen BSc Hons in Wirtschaftswissenschaften vom Fourah Bay College und arbeitete als Wirtschaftsprüferin. Sie galt bis zu ihrer Wahl als eine Finanzexpertin mit mehr als 25 Jahren Erfahrung in strategischer Planung, Risikomanagement und Projektmanagement im öffentlichen und privaten Sektor. Im Jahr 2018 besiegte sie, die auf der Liste des regierenden All People’s Congress (APC) kandidierte, bei den Wahlen für das Bürgermeisteramt von Freetown fünf allesamt männliche Mitbewerber. Bei der Wahl 2023 wurde sie knapp im Amt bestätigt.
Sie ist verheiratet und hat zwei Kinder.

## Wirken
In ihrer Amtszeit als Bürgermeisterin von Freetown hat sie die Bekämpfung von Umweltzerstörung und die Widerstandsfähigkeit gegen den Klimawandel zu ihren Prioritäten erklärt. Dazu gehört die Ernennung des ersten Hitzebeauftragten der Stadt im Jahr 2021. In der Stadt sind die Auswirkungen der Klimakrise bereits stark spürbar. Im Jahr 2023 kündigte sie daher den ersten Klimaaktionsplan der Stadt an. Sie sagte dazu: „Was wir mit dem Klimaaktionsplan gemacht haben, ist, alle Faktoren, die den Klimawandel verursachen, aber auch die Auswirkungen des Klimawandels auf unser tägliches Leben umfassender zu betrachten und zu schauen, wie wir mit unseren Gemeinden zusammenarbeiten können, um dies zu erreichen.“ Das bedeutet, mit der Regierung, NGOs, dem Privatsektor und den Einwohnern zusammenzuarbeiten, um den Herausforderungen des Klimawandels zu begegnen.